# Solenophora calycosa
Solenophora calycosa är en tvåhjärtbladig växtart som beskrevs av John Donnell Smith. Solenophora calycosa ingår i släktet Solenophora och familjen Gesneriaceae.

## Underarter
Arten delas in i följande underarter:
- S. c. australis
- S. c. calycosa
- S. c. purpurascens